# Ausstellung der drei Revolutionen
Die Ausstellung der drei Revolutionen (3대혁명전시관) ist ein Gebäudeensemble sowie Museum in Nordkorea. Die Revolutionen stehen für die Begriffe Ideologie, Technik und Kultur. Es dient vor allem der Propaganda.

## Geschichte
Nachdem von August 1946 bis Mai 1956 unter diesem Namen eine nichtständige Industrie- und Landwirtschaftsausstellung stattfand, wurden ab September 1983 die jetzigen Anlagen errichtet und ab April 1993 renoviert. Das Museum befindet sich im Pjöngjanger Bezirk Sŏsŏng-guyŏk (Sŏsan-dong). Im Oktober 2021 fand eine Waffenmesse und ein Jahr später eine Modemesse statt. Zwischen Mai und Juli 2023 wurde die Anlage erneut renoviert.

## Gebäude und Außengestaltung
Auf dem weitläufigen Gelände gibt es zu jedem Thema ein Gebäude sowie einen Pavillon, wo in Nordkorea gefertigte Fahrzeuge zu sehen sind.
Ausgestellte Themen:
- Allgemeine Einführung in die Ausstellung
- Elektronik und Automatisierung
- Schwerindustrie
- Agrikultur
- Klassenkampf
- Lichtindustrie

Am Eingang befindet sich ein markantes Planetarium, welches dem Saturn nachempfunden ist. Neben einem Denkmal für Kim Il-sung gibt es noch das Monument der drei Revolutionen. Das gesamte Areal ist 100 Hektar groß.

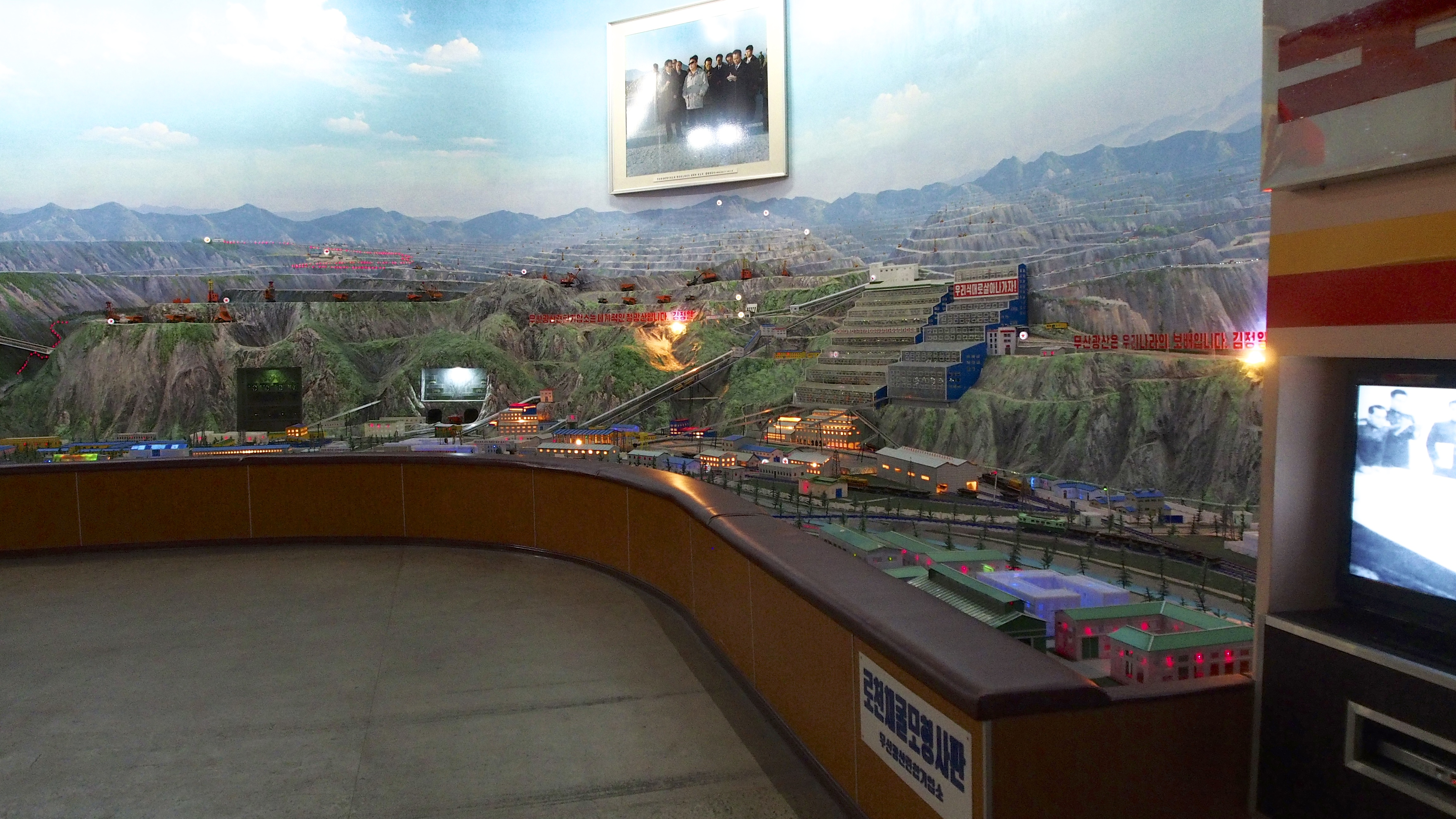
Modell einer Mine
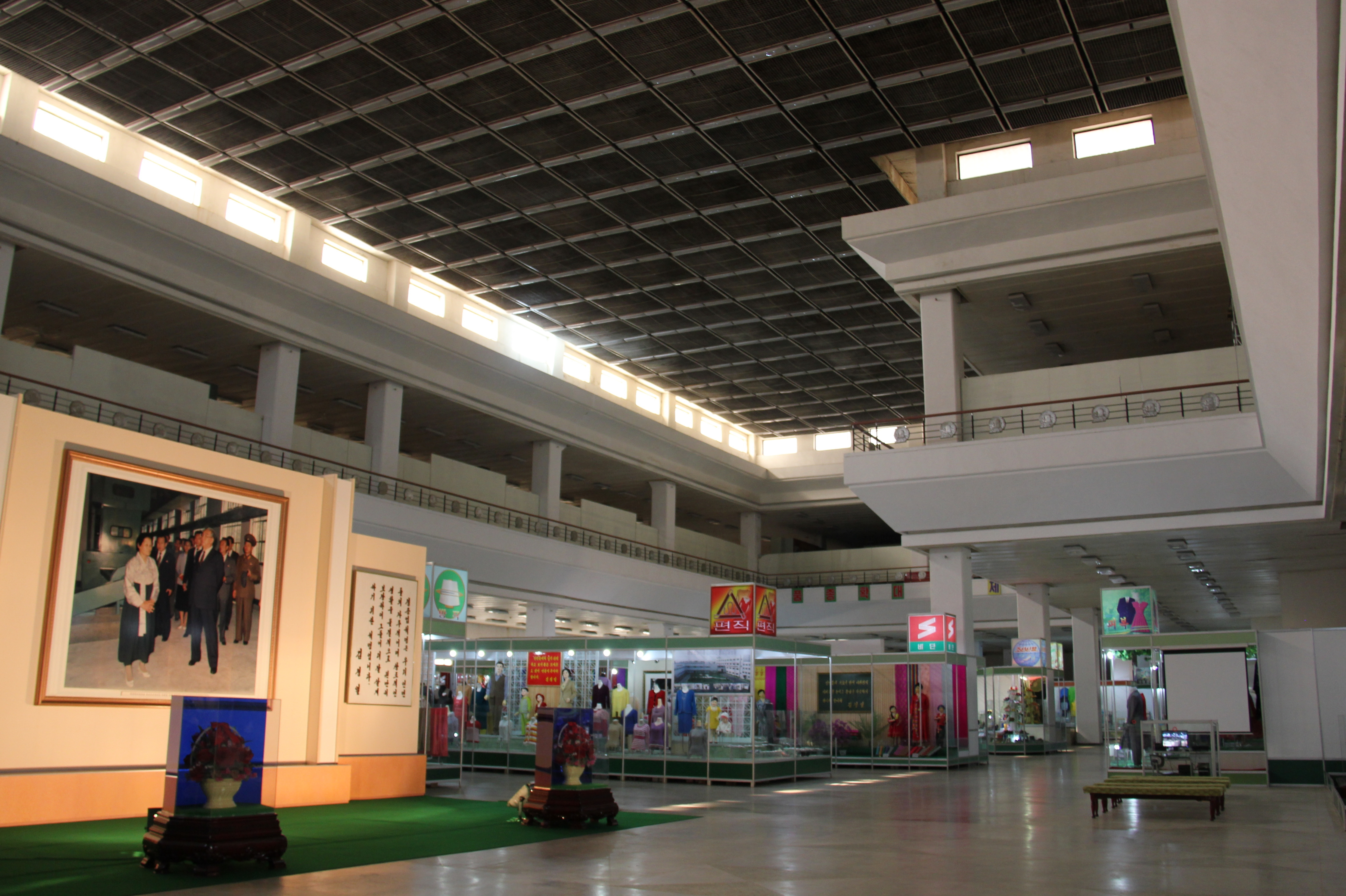
Nordkoreanische Konsumgüter
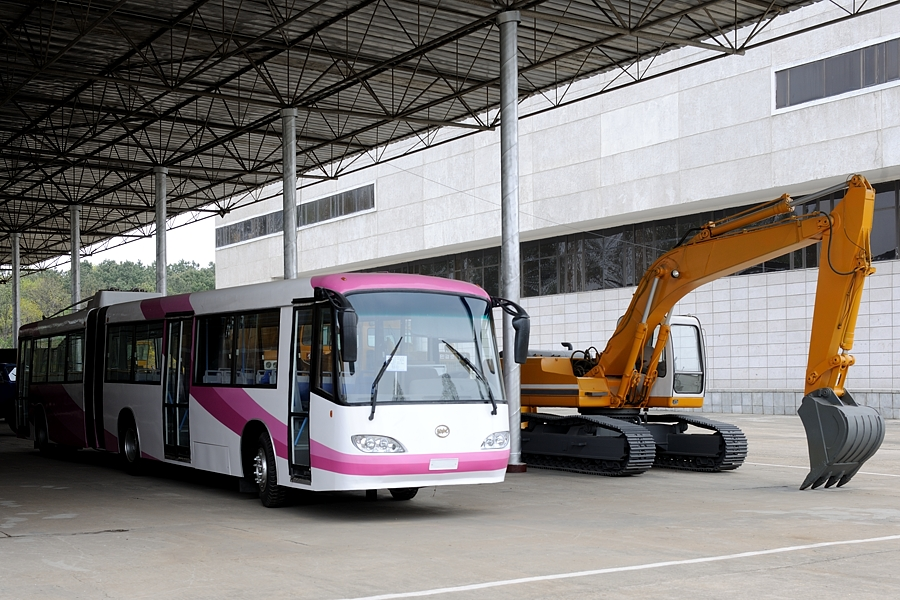
Oberleitungsbus Ch’ŏllima-091 und ein Bagger im Fahrzeugpavillon